# Estación de Argentinita
Argentinita es una estación en superficie de la línea 1 del Metro de Granada, situada en el distrito Norte de la ciudad de Granada. Se ubica en la Avenida de la Argentinita, en el límite entre los barrios de Almanjáyar y Joaquina Eguaras.

## Situación
La estación de Argentinita está situada en la avenida homónima al norte de la ciudad. Ambas reciben su nombre en honor a la bailarina y coreógrafa de origen argentino Encarnación López Júlvez, conocida artísticamente como "La Argentinita". Una de sus obras más notables, Colección de Canciones Populares Españolas fue grabada junto a Federico García Lorca.
Se ubica en el límite sur del distrito de Almanjáyar, en una barriada residencial de mediana densidad. La estación está integrada en uno de los márgenes de un amplio bulevar peatonal ajardinado que recorre toda la Avenida de la Argentinita. Junto a ella se ubica la sede de la Cámara de Comercio de Granada.

## Características y servicios
La configuración de la estación es de dos andenes laterales de 65 metros de longitud con sendas vías, una por cada sentido. La arquitectura de la estación se dispone en forma de doble marquesina a ambos lados, con un techo y elementos arquitectónicos y decorativos en acero y cristal.
La estación es accesible a personas con movilidad reducida, tiene elementos arquitectónicos de accesibilidad a personas invidentes y máquinas automáticas para la compra de títulos de transporte. También dispone de paneles electrónicos de información al viajero y megafonía.

## Intermodalidad
Argentinita es intermodal con la red de autobuses urbanos de Granada. Frente a la estación se encuentra una parada de la línea 21, un servicio transversal que conecta la zona con el centro y el sur de la ciudad. La estación cuenta con aparcamientos para bicicletas y toda la avenida está conectada mediante un carril bici que une el barrio con el distrito Norte.